# Guaramiranga
Guaramiranga is een gemeente in de Braziliaanse deelstaat Ceará. De gemeente telt 4.070 inwoners (schatting 2009).

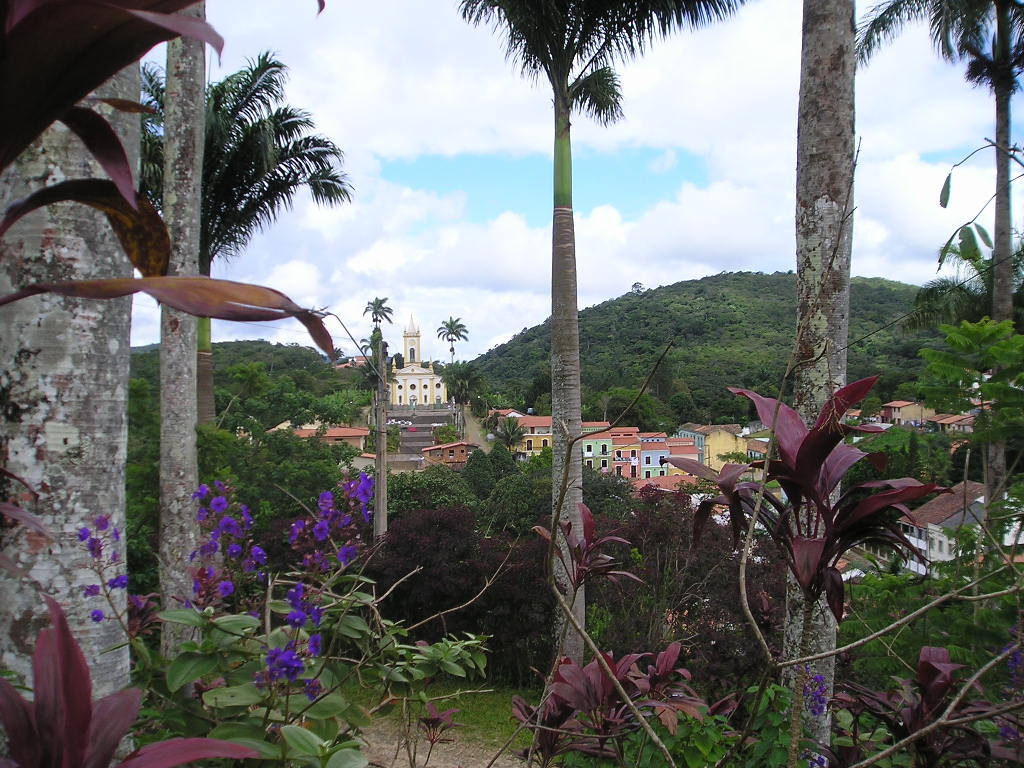
Uitzicht op de Guaramiranga